# Margaret Foley
Margaret F. Foley (ur. 1827 w północnym Vermont, zm. 7 grudnia 1877 w Merano) – amerykańska rzeźbiarka, autorka reliefów portretowych.

## Życiorys
Urodziła się w 1827 roku w północnej części stanu Vermont, w rodzinie robotnika rolnego. Pracowała jako służąca, by zdobyć pieniądze na naukę szkolną i bursę. Początkowo utrzymywała się jako nauczycielka, po czym przeniosła się do Lowell, gdzie podjęła pracę w przędzalni. Sama nauczyła się rzeźby. Dzięki zebranym oszczędnościom przeniosła się do Bostonu, gdzie doceniono jej kamee i zlecano portrety rzeźbiarskie. W 1860 roku wyjechała do Rzymu, by rozwijać swój kunszt w międzynarodowym środowisku otwartym na kobiety artystki. Założyła studio niedaleko pracowni Harriet Hosmer, Edmonii Lewis i Williama Wetmore’a Story. Należała do najbliższego kręgu artystek skupionych wokół aktorki i mecenaski Charlotte Cushman.
Po powrocie do Bostonu w 1865 roku stworzyła portrety rzeźbiarskie szeregu znaczących postaci swojej doby, takich jak Charles Sumner (1866), Henry Wadsworth Longfellow, Julia Ward Howe (1867) czy William Cullen Bryant (1867). Jej prace prezentowano na wystawach międzynarodowych: Dublin International Exhibition (1865), Exposition Universelle w Paryżu, Philadelphia Centennial (1876). W latach 70. XVIII w. wystawiała także w londyńskiej Royal Academy of Arts. W 1877 roku – będąc u szczytu kariery – musiała porzucić rzeźbę ze względu na pogarszający się stan zdrowia. Zmarła 7 grudnia tego samego roku.

## Galeria

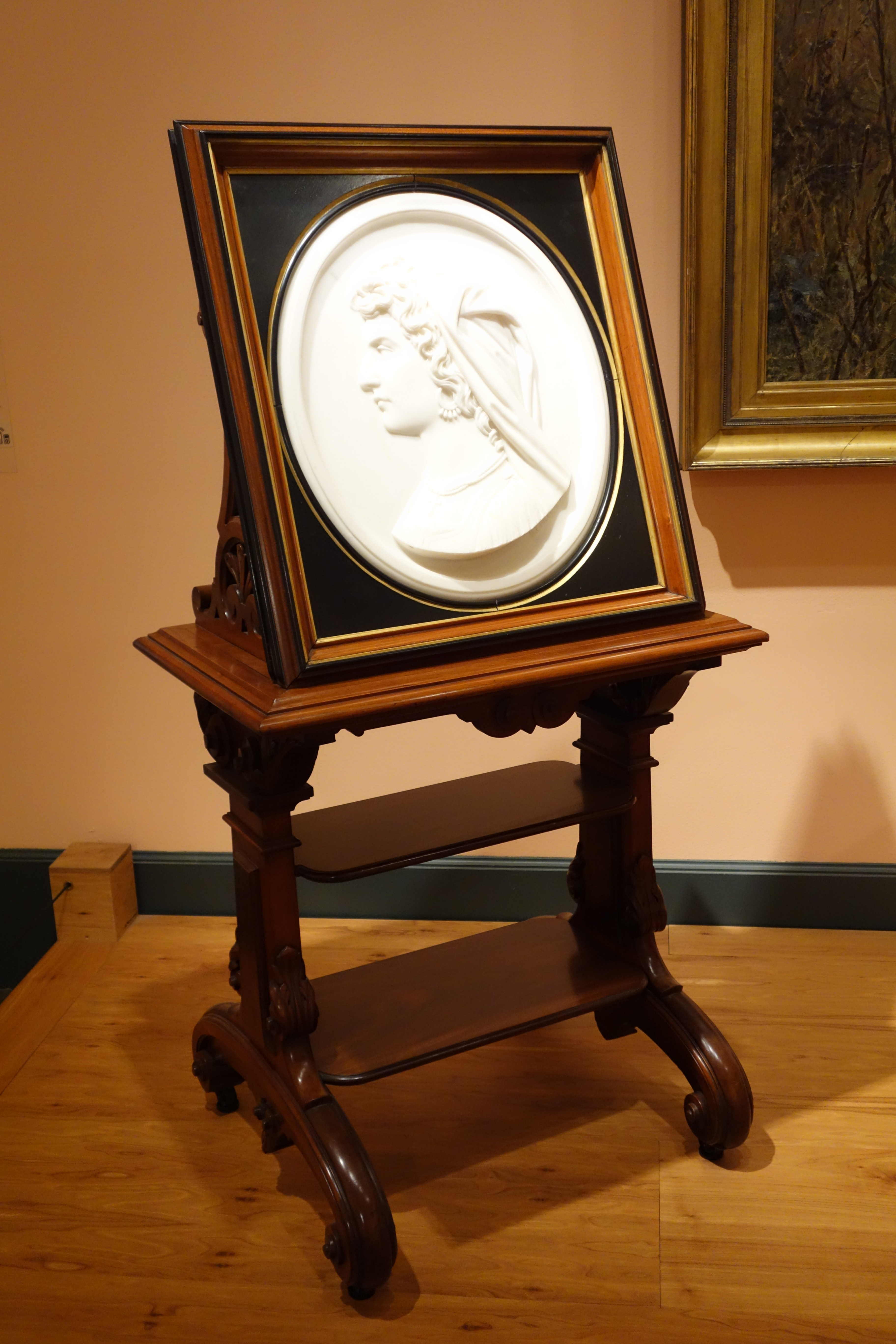
Pascuccia, 1865, Brooklyn Museum
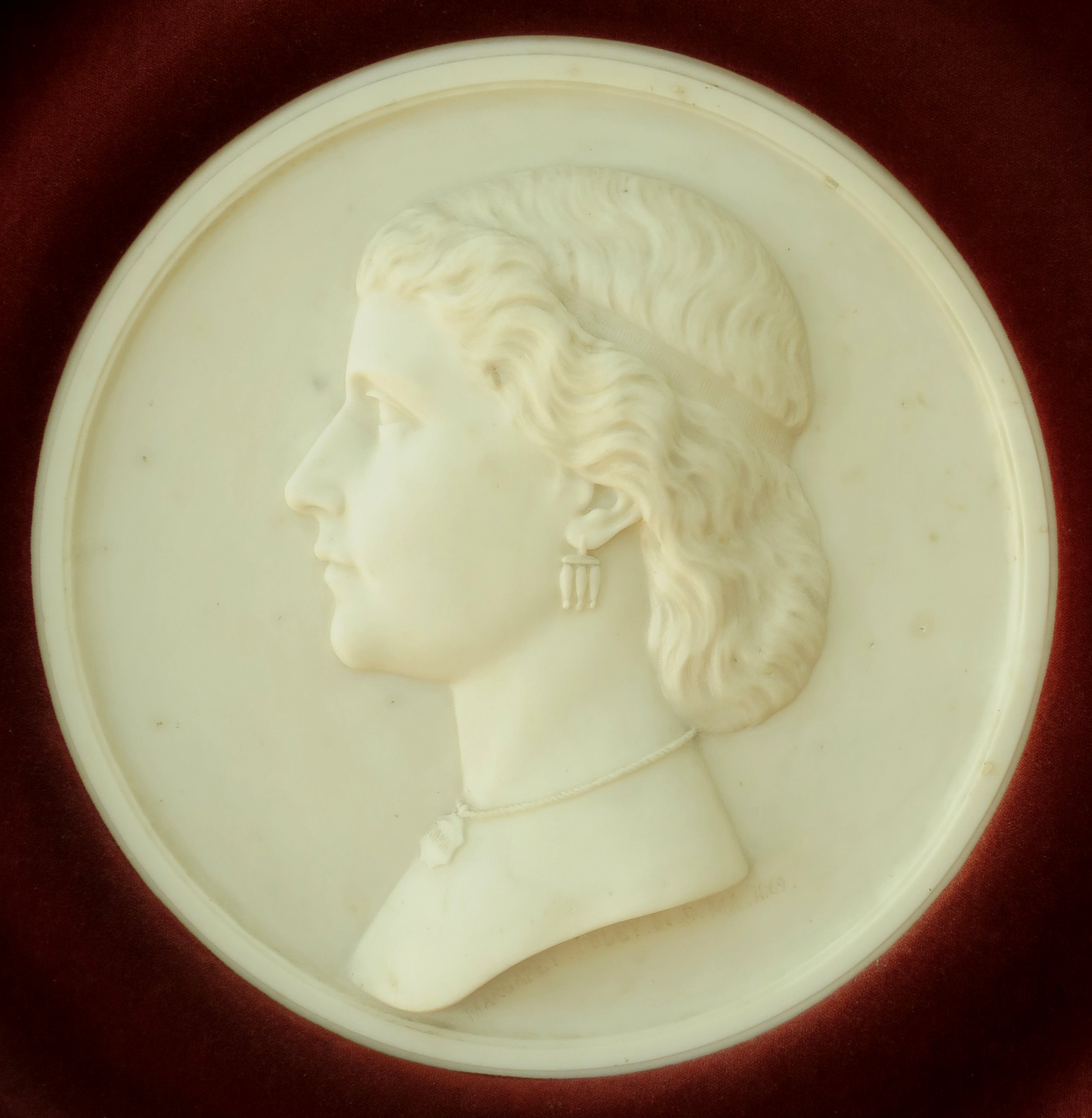
Jenny Lind, 1869, High Museum of Art
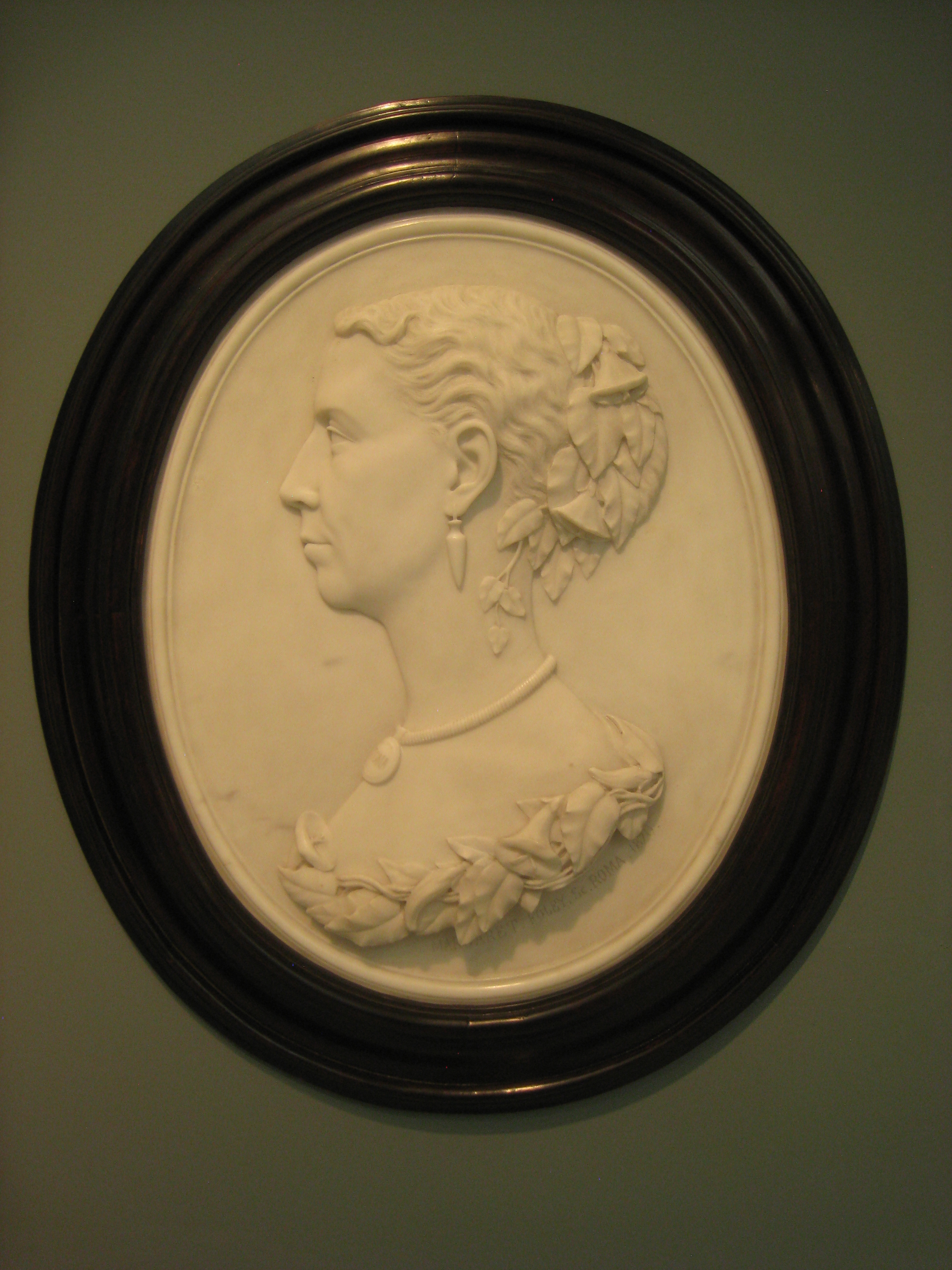
Mrs. Cleveland, 1870, Carnegie Museum of Art
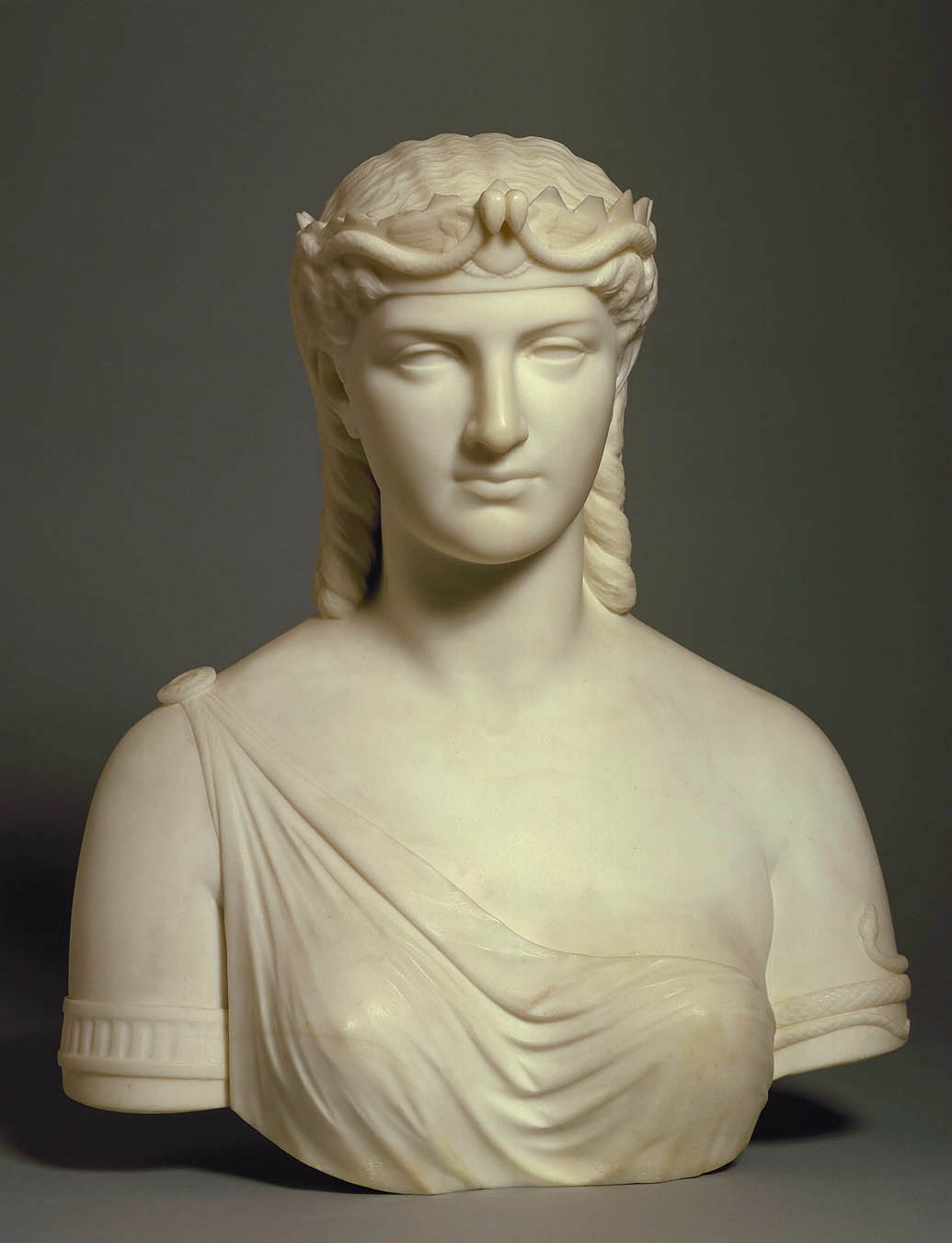
Cleopatra, 1877, Smithsonian American Art Museum and the Renwick Gallery